# Lady Lake
Lady Lake é uma vila localizada no estado americano da Flórida, no condado de Lake. Foi incorporada em 1925.

## Geografia
De acordo com o United States Census Bureau, a vila tem uma área de 21,6 km², onde 20,9 km² estão cobertos por terra e 0,7 km² por água.

### Localidades na vizinhança
O diagrama seguinte representa as localidades num raio de 24 km ao redor de Lady Lake.

## Demografia
Segundo o censo nacional de 2010, a sua população é de 13 926 habitantes e sua densidade populacional é de 666,28 hab/km². Possui 8 865 residências, que resulta em uma densidade de 424,14 residências/km².